# Бронштейн, Михаил Наумович
Михаил Наумович Бронштейн (22 июня 1910 — 29 января 1986) — участник Великой Отечественной войны, лауреат Государственной премии СССР.

## Биография
Родился 22 июня 1910 года в Одессе в многодетной семье. Отец был закройщиком, мать — домохозяйкой. После окончания семилетней школы поступил в профтехучилище в городе Проскурове. В 1930 году закончил его по специальности «слесарь» и был направлен в Нижний Новгород на завод «Красное Сормово». В 1934 году перешёл на комсомольскую работу в механосборочный цех Горьковского автозавода. Весной 1941 года он был призван на военные сборы. 21 июня 1941 года окончил двухмесячные курсы усовершенствования политсостава Московского военного округа.
В первые дни Великой Отечественной войны в числе добровольцев в составе первого эшелона политбойцов-горьковчан ушёл на Ленинградский фронт. В штабе 128-й стрелковой дивизии получил назначение на должность политрука роты 741-го стрелкового полка. Сражался на реке Шелонь, затем под Синявино. В сентябре 1941 года получил тяжёлое ранение и был отправлен в госпиталь. После лечения в должности политрука 825-го горнострелкового полка принимал участие в боях за Керчь. В феврале 1942 года был ранен. После выписки из госпиталя его направили в Сталинград политруком роты противотанковых ружей курсантского полка. За мужество и героизм проявленный при отражении танковой атаки противника 19 ноября 1942 года Михаил Наумович был награждён орденом Красной Звезды.
В марте 1943 года в качестве политработника был направлен в район Курской дуги, где сражался в составе политотдела 7-й гвардейской армии. Затем принимал участие в боях за Харьков, форсировании Днепра, Яссо-Кишинёвской операции, взятии Будапешта и освобождении Праги. После завершения Великой Отечественной войны до октября 1945 года служил на территории Венгрии. После демобилизации вернулся в город Горький и с января 1946 по март 1947 года работал начальником отдела технического обучения. Затем вплоть до выхода на пенсию в 1979 году был начальником управления смежных производств автозавода.
5 ноября 1973 года стал лауреатом Государственной премии СССР «За разработку и внедрение новых конструкций подъёма транспортного оборудования, высокоэффективной комплексной механизации погрузо-разгрузочных и транспортных работ и за создание высокомеханизированных складов многоцелевого назначения».
В 1973 году в соавторстве с Г. С. Прохоровым издал книгу «Комплексная механизация транспортно-складских работ. Из опыты Горьковского автомобильного завода».
После ухода на пенсию принимал активное участие в военно-патриотической работе. Умер 29 января 1986 года. Похоронен на Старом автозаводском кладбище Нижнего Новгорода.

## Награды
- орден Отечественной войны 2-й степени(1945)[1]
- орден Отечественной войны 1-й степени(1985)[2]
- Два ордена Красной Звезды(1942[3];1943[3])
- Орден Октябрьской Революции
- орден Трудового Красного Знамени
- орден «Знак Почета»
- медаль «За оборону Ленинграда»
- Медаль «За оборону Сталинграда»
- Медаль «За взятие Будапешта»
- Медаль «За освобождение Праги»
- медаль «За победу над Германией в Великой Отечественной войне 1941-1945 гг.»
- медаль «За доблестный труд»

и другие.